# Flavarchaea lulu
Flavarchaea lulu är en spindelart som först beskrevs av Rix 2005.  Flavarchaea lulu ingår i släktet Flavarchaea och familjen Pararchaeidae.
Artens utbredningsområde är Tasmanien. Inga underarter finns listade i Catalogue of Life.